# Мали Грђевац
Мали Грђевац је насељено место у саставу општине Велики Грђевац, у Бјеловарско-билогорској жупанији, Република Хрватска.

## Историја
У месту "Грђевци" је у 18. веку рођен аустријски генерал-мајор Самуил от Зделаровић. Након војничке каријере, умро је тај Србин као пензионер у Бјеловару.
Село је почетком 20. века парохијска филијала села Велика Писаница.
Ту се налази православна црква освећена Св. великомученику Георгију из 1760. године.
До територијалне реорганизације у Хрватској налазио се у саставу старе општине Грубишно Поље.
Мештани српске националности су протерани током операције „Откос 10”.

## Становништво
На попису становништва 2011. године, Мали Грђевац је имао само 6 становника.

## Попис 1991.
На попису становништва 1991. године, насељено место Мали Грђевац је имало 205 становника, следећег националног састава:
| Попис 1991.‍  | Попис 1991.‍  | Попис 1991.‍ | Попис 1991.‍ | Попис 1991.‍ |
| ------------ | ------------ | ----------- | ----------- | ----------- |
|              |              |             |             |             |
| Срби         | Срби         |             | 175         | 85,36%      |
| Југословени  | Југословени  |             | 7           | 3,41%       |
| Албанци      | Албанци      |             | 4           | 1,95%       |
| Мађари       | Мађари       |             | 2           | 0,97%       |
| Хрвати       | Хрвати       |             | 2           | 0,97%       |
| неопредељени | неопредељени |             | 10          | 4,87%       |
| непознато    | непознато    |             | 5           | 2,43%       |
| укупно: 205  |              |             |             |             |